# Наука в Иране
Науки процветали в Персии с глубокой древности. Иранцы внесли значительный вклад в естественные науки, медицину, математику, химию, алгебру и философию.
Иран представляет собой пример страны, достигшей значительных успехов в развитии, несмотря на международные санкции, практически по всем направлениям исследований на протяжении последних 30 лет. Число студентов в Иране подскочило со 100 тысяч в 1979 году до 2 миллионов в 2006 году. Число научных публикаций в Иране в это время росло быстрее, чем в любой другой стране мира; так если в 1996 году было опубликовано всего 736 научных работ, то уже в 2008 году — 600 000 работ, а Иран вышел в мировые лидеры по темпам развития науки.

## Наука в Персии
Историю науки в Персии можно разделить на два важнейших этапа — до исламизации Ирана и после. В оба периода чаще всего для научных работ использовался язык Пехлеви.

### Технологии древнего мира
Кяриз (подземная гидротехническая система) возникла ещё в Персии до Ахеменидов. Самый древний и крупнейший из кяризов находится в иранском городе Гонабад, он отмечен ЮНЕСКО как объект всемирного наследия. Спустя 2700 лет после создания он до сих пор обеспечивает питьём и водой для сельского хозяйства почти 40 тысяч человек.
Персидские философы и изобретатели, возможно, создали первые батареи (известные также как багдадские батареи) в Парфянскую или Сасанидскую эпоху. Некоторые исследователи выдвигают гипотезу об использовании этих батарей в медицине. Другие специалисты выдвигали версию, согласно которой батареи использовались для гальванопокрытия — передаче через тонкий слой метала другой металлической поверхности тока — техники, которую до сих пор использую и в настоящее время для школьных экспериментов. Скептически настроенные археологи обращают внимание на то, что демонстрация того, как находка может быть использована в качестве источника тока вовсе не доказывает, что она в прошлом использовалась именно таким образом.
В VII веке персидские инженеры из Большого Ирана, основываясь на вавилонских технологиях, усовершенствовали колёса, создав ветряные мельницы.

## Наука в современном Иране
Под эгидой Министерства науки, исследований и технологий работают многочисленные научные общества: языкознания, робототехники, математики, астрономии и т. д. Развитием науки занимаются государственные и негосударственные фонды, такие как Фонд национальной элиты Ирана.

### Нанотехнологии
Нанотехнологии — особая сфера интересов властей Ирана, по данным некоторых экспертов, именно в ней Ирану удалось добиться наибольших успехов. По уровню развития нанотехнологий по данным Statnano за 2022 год исламская республика занимает 4 место в мире, что является лучшим результатом среди всех мусульманских стран и обойдя все европейские страны в этом направлении, уступая лишь Китаю, США и Индии .
В 2007 году иранские учёные из Центра медицинских наук и технологий добились успехов в серийном производстве Сканирующих туннельных микроскопов (СТМ). Помимо этого, Иран разработал и довёл до массового производства более 35 видов передовых нанотехнологических устройств, включая оборудование для лабораторий, антибактериальные препараты, фильтры для электростанций, а также материалы и оборудование для строительства.
В настоящее время продукция нанотехнологий производится и реализуется более чем в 15 отраслях промышленности на основе отечественных технологий и экспортируется в 49 стран мира с пяти континентов.
За 2022-й год общий объем продаж иранских нанопродуктов составил 250 трлн. риалов (почти 600 млн. долларов).
Расширение программ экспорта нанотехнологий в последние годы и создание баз для экспорта нанопродукции в Китай, Индию, Индонезию, Сирию, Турцию и Ирак предоставили возможность выхода иранских нанотехнологических товаров, оборудования и услуг на мировые рынки.
Около 42 процентов продукции в этой области относятся к строительству, более 17 процентов - к области нефти, газа и нефтехимии, 13 процентов - к области автомобилей, более 10 процентов - к области оптоэлектроники.
Около 270 компаний активно работают в сфере нанотехнологий, и, по прогнозам, их доход достигнет 130 триллионов риалов (почти 310 миллионов долларов), заявил вице-президент по науке и технологиям Сурена Саттари..

### Космос
Особое внимание Иран уделяет своей космической программе. В 1996 году Министерством науки, исследований и технологий открыт Авиационно-космический институт Ирана. От запуска своего первого спутника Сина-1 в 2005 году с российского космодрома Плесецк на ракете-носителе Космос-3М страна проделал путь к успешным суборбитальным полётам обезьян с использованием своего носителя Пишгам в 2013 году. А также, Ирану удалось успешно запустить в космос несколько спутников на ракете-носителе Сафир-2 собственного производства. Таким образом, Иран стал пятой страной, отправившей обезьяну в космос, девятой страной, совершившей запуск спутника на собственной ракете-носителе, и 48-й страной, 43-й страной со своим собственным спутником в космосе.
В 2015—2016 годах планируется запуск трёх спутников иранского производства для фотосъёмки поверхности Земли, мониторинга и передачи данных. У Ирана имеются амбициозные планы и стратегическая цель первенства в регионе, достичь её ИКА планирует уже в 2021 году.

### Математика
В своей современной истории Иран показывал высокие результаты в разных математических дисциплинах, сравнительно с другими странами региона. Так, в 2014 году выпускница Технологического университета Шарифа и Гарвардского университета, профессор Стэнфордского университета Мариам Мирзахани удостоилась Филдсовской премии за «выдающийся вклад в динамику и геометрию римановых поверхностей и теорию пространств их модулей», став первой гражданкой Ирана и первой женщиной-лауреатом этой одной из самых престижных в мире математических премий.
В самом крупном в мире школьном состязании, Международной математической олимпиаде, Иран начал участвовать с 1985 года, уже после Исламской революции. С тех пор сборная страны выступала на соревновании достаточно успешно. В 1998 году сборная Ирана взяла первое место, более того, команда страны почти каждый год была в числе 20 лучших стран, выступавших на олимпиаде.

### Робототехника
Иранская команда на Кубке лиги роботов-спасателей, прошедший в Мехико в 2012 году в рамках международного турнира RoboCup, заняла первое место.

## Книги
Иран считается самой читающей страной в регионе. Базары, на которых продаются книги, порой растягиваются на километры. Тегеранская национальная библиотека хранит в себе более миллиона книг на всех языках мира.